# Souk Naâmane (distrito)
Souk Naâmane é um distrito localizado na província de Oum El Bouaghi, Argélia, e cuja capital é a cidade de mesmo nome. A população total do distrito era de 38 168 habitantes, em 2008.[carece de fontes?]

## Comunas
O distrito está dividido em três comunas:
- Souk Naamane
- Bir Chouhada
- Ouled Zouaï